# Sermo mollis frangit iram
 Sermo mollis frangit iram  лат. (изговор: сермо молис франгит ирам). Тих говор слама гнев. (Соломон)

## Поријекло изреке
Ову изреку је изрекао трећи краљ – мудрац Израела Соломон у смјени 11 и 10 вијека старе ере

## Тумачење
Тих говор изражава смиреност, али и смирује и говорника и саговорника.